# Argissidae
Argissidae é uma família de anfípodes pertencentes à ordem Amphipoda.
Géneros:
- Argissa Boeck, 1871
- Chimaeropsis Meinert, 1890